# Falsterpiben
Falsterpiben er et instrument fra middelalderen, som blev fundet i 1985 under udgravningen af et mindre skibsværft nær Nørre Snekkebjerg og Stubbekøbing ved Fribrødre Å på Falster. Den er dateret til den sidste halvdel af det 1000-tallet, og sammen med Lundpiben er den de ældste spor af rørbladsinstrumenter i Skandinavien.

## Beskrivelse
Falsterpiben var flækket på langs, og blev fundet i to dele, men hele stykket var bevaret. I alt var piben 18 cm lang og fremstillet i hyld, med i alt fem fingerhuller. I begge ender af træstykket var der mærker, som indikerede at der har siddet noget fast på den og det er muligt, at piben har været en del af en sækkepibe.
Piben har desuden ligheder med tilsvarende fundet især i Lund i Skåne og Jorvik (York) i England, samt den russiske Schaléjka/Zhaleika.

## I moderne tid
Moderne reenactere har fremstillet adskillige udgaver af Falsterpiben. Bl.a. en version med et stykke kohorn i begge ender eller som en del af en sækkepibe.
En middelaldermusikgruppe, der blev dannet i 1997 på Middelaldercentret, har taget navn efter instrumentet. En anden musikgruppe med tilknytning til museet benytter en rekonstruktion af Falsterpiben i deres formidling.